# Debbie Lawler
Debbie Lawler (geboren am 13. Dezember 1952 in Grants Pass, Oregon) ist eine US-amerikanische Motorrad-Stuntperformerin. Sie erlangte internationale Bekanntheit dafür, dass sie als Erste mit einem Motorradsprung über eine Distanz von knapp 31 Metern im Jahr 1974 einen Sprungrekord von Evel Knievel überflügelte. Als weibliche Weltrekordhalterin erhielt sie mit dieser Sprungdistanz einen Eintrag ins Guinness Buch der Rekorde des Jahres 1975.

## Leben und Wirken
Debbie Lawler wuchs mit zwei Schwestern in Medford in Oregon auf, in ihren Teenagerjahren zog die Familie nach Arizona um. Ihr Vater, Ben Lawler, war Motorradrennfahrer. Bereits im Alter von neun Jahren setzte der Vater sie zum ersten Mal an den Lenker eines Motorrads, und zu ihrem 10. Geburtstag bekam sie ein eigenes. Mit 14 Jahren begann sie Rennen zu fahren, genau wie ihre beiden Schwestern. Als Teenager war sie als Cheerleader aktiv und wurde für Modelaufträge gebucht.
In dieser Zeit begann sie mit Motorradsprüngen, die sie in der Wüste Arizonas trainierte. Als sie 19 war, lud ein Bekannter der Familie sie als Teilnehmerin zu einer lokalen Stuntshow ein, wo sie von Charles Samples entdeckt wurde, der sie ab diesem Zeitpunkt als Manager vertrat. Charles Samples hatte zuvor die Astro Jumpers vertreten, das Duo Gary Davis und Rex Blackwell, die ebenfalls auf Motorradsprünge spezialisiert waren. Er war derjenige, der ihr mädchenhaftes Image als Kontrast zu den männlich konnotierten Motorrad-Stuntshows inszenierte und weiter kultivierte.
Ab 1972 trat Debbie Lawler mit Motorradsprüngen öffentlich auf Messen und bei Rennen auf. Am 31. März 1973 sprang sie auf dem Beeline Dragway in Phoenix 76 Fuß (rund 23 Meter) weit über eine Reihe parkender Autos.
Am 3. Februar 1974 schlug Lawler im Houston Astrodome den Hallenrekord von Evel Knievel mit einem Sprung von 101 Fuß (rund 31 Meter) über 16 Chevrolet Pickup-Trucks. Sie war die erste Frau, die einen solchen Rekord aufstellte, und zu diesem Zeitpunkt erst 21 Jahre alt. Der Sprung wurde live im Fernsehen auf ABC in der Sendung Wide World of Sports übertragen und sicherte ihr einen Eintrag ins Guinness Buch der Rekorde des Jahres 1975. Anders als Knievel, der damit prahlte, seine Sprünge nicht zu trainieren, verfügte Lawler aufgrund eines intensiven Trainings über eine sehr präzise Fahr- und Sprungtechnik und landete stets auf dem rosafarbenen Herz, das ihren Landepunkt markierte. Ihr Rekord wurde noch im selben Monat von Evel Knievel in Portland bei einem Sprung über 17 Autos geschlagen. Lawler blieb jedoch die weibliche Weltrekordhalterin dieser Sprungdistanz.
Nur einen Monat nach ihrem Rekordsprung stürzte sie auf dem Ontario Motor Speedway bei dem Versuch, eine Sprungdistanz von 140 Fuß (rund 42,67 Meter) über 15 Datsun-Automobile mit dem Motorrad zu überwinden. Der Sprung gelang, jedoch rutschte ihr aufgrund erhöhter Windgeschwindigkeiten durch die unberechenbaren Santa-Ana-Winde nach der Landung das Fahrzeug weg, so dass sie nach dem Abrollen in eine Betonabsperrwand geschleudert wurde. Sie brach sich dabei drei Wirbel. Nach einer sechsmonatigen Rekonvaleszenzzeit trat sie erneut mit Stunts auf, zog sich jedoch nach nur drei Sprüngen vollständig vom Sport zurück.
Das Motorrad, das Lawler für ihre Sprünge nutzte, war eine Suzuki TM 250. Sie trug bei ihren Shows einen hellblauen Schutzanzug, auf den rosa Lederherzen appliziert waren, auch der Landepunkt ihrer Sprungrampe war ein rosa Herz. Eigenen Aussagen zufolge sprang sie nie ohne ihren orangefarbenen BH.
Im Juni 1976 kommentierte sie für CBS Sports Spectacular im Fernsehen die Sprungshow von Super Joe Einhorn, der den dann bestehenden Rekord von Evel Knievel überflügelte, indem er 15 Busse auf dem Lancaster Speedway in Buffalo übersprang.
Lawler baute später eine Künstleragentur auf und produzierte Motorrad-Stuntshows.

## Rezeption
Debbie Lawler wurde in den Medien als „Amerikas Stunt-Liebling“, „Königin der (Motorrad-)Sprünge“, „fliegender Engel“ und „weiblicher Evel Knievel“ bezeichnet.
Evel Knievel schenkte ihr zwei Wochen nach ihrem Sturz bei einem Zusammentreffen in der Mike Douglas Show, zu dem sie im Rollstuhl erschien, einen rosa Nerzmantel. Zu diesem Zeitpunkt hatte er bereits seinen Rekord zurückerobert. In der BBC-Dokumentation Richard Hammond Meets Evel Knievel erzählte sie, dass der Mantel im Inneren eine aufgestickte Botschaft aufweise: „Happy Landings. Love, Evel.“ (auf Deutsch: Gute Landungen. Alles Liebe, Evel.)
1974, noch im Jahr ihres Rekords, produzierte der Spielzeughersteller Kenner Products das Debbie Lawler Daredevil Jump Set für Mädchen. Es gilt heute als Sammelstück.
Es wird vermutet, dass die Figur Tracey Butler („The Lavender Lady“), die fiktionale Widersacherin von Evel Knievel in der unveröffentlichten Pilotfolge zur nie realisierten Fernsehserie Evel Knievel aus dem Jahr 1974, auf Debbie Lawler beruhte.
Das High Desert Museum in Bend (Oregon) widmete 2020 bis 2021 den Daredevils Debbie Lawler, Kitty O’Neil, Denny Edwards und Evel Knievel eine Ausstellung. Es zeigte unter anderem den pinkfarbenen Nerzmantel, den Lawler von Knievel erhalten hatte.